# Беренде (област Перник)
 Тази статия е за Земенското село.  За българско село в Понишавието вижте Беренде (Софийска област).  
 Тази статия е за Земенското село Беренде.  За Беренде извор в българското Понишавие вижте Беренде извор.  
Беренде е село в Западна България. То се намира в община Земен, област Перник.

## География
Село Беренде се намира в планински район. Намира се в планината Църна гора, на около 2 км западно от връх Тумба 1129 метра.

## История
Селото е едно от двете населени места в България носещи това име. Другото село с име Беренде и още едно с подобното на него Беренде извор ca в община Драгоман. В Античността Краището е населено от различни племена, чиито главни поминъци са скотовъдството и рударството. През ранното Средновековие в този край се заселват българите, замествайки старото население. Краището е включено в българската държава в 809 г., когато София е превзета от хан Крум. След 1011 г. районът пада под византийска власт, заедно с превземането на пернишката крепост, защитавана от Кракра Пернишки. Освободен е за кратко при въстанията на Петър Делян в 1040-41 г. и Георги Войтех в 1071-72 г. През 1084 г. около 80 хиляди печенеги, познати и като черни българи, преминават Дунава и навлизат във Византийската империя, опитвайки се да откъснат българските земи под тяхна власт. Византийските войски разбиват печенегите и племето им берендеи е заселено около днешна София, те са покръстени в правослаието и се присъединяват към местните българи.. Само 5 години след възстановяването на българската независимост в 1185 г. при цар Асен I в 1190 г. тукашният край е освободен. След османското нашествие през 14 век, население от околните равннини райони се оттегля в планините, където се радва на значително по-слаб натиск от страна на поробителите. В Краището се настаняват преселници от Пиротско, Разметаница, долината на Южна Морава и от Скопския край и Жеглигово. След Освобождението на България започва постпенно изселване на хора към по-равнинни места, където има свободна земеделска земя и към градовете, които привличат с работа в индустрията и администрацията и нови жилища. Днес селото е населено предимно с възрастни хора и липсва особена икономическа активност.

## Редовни събития
- Ежегодният събор на селото се провежда на 24 май.